# Hasselblad Award

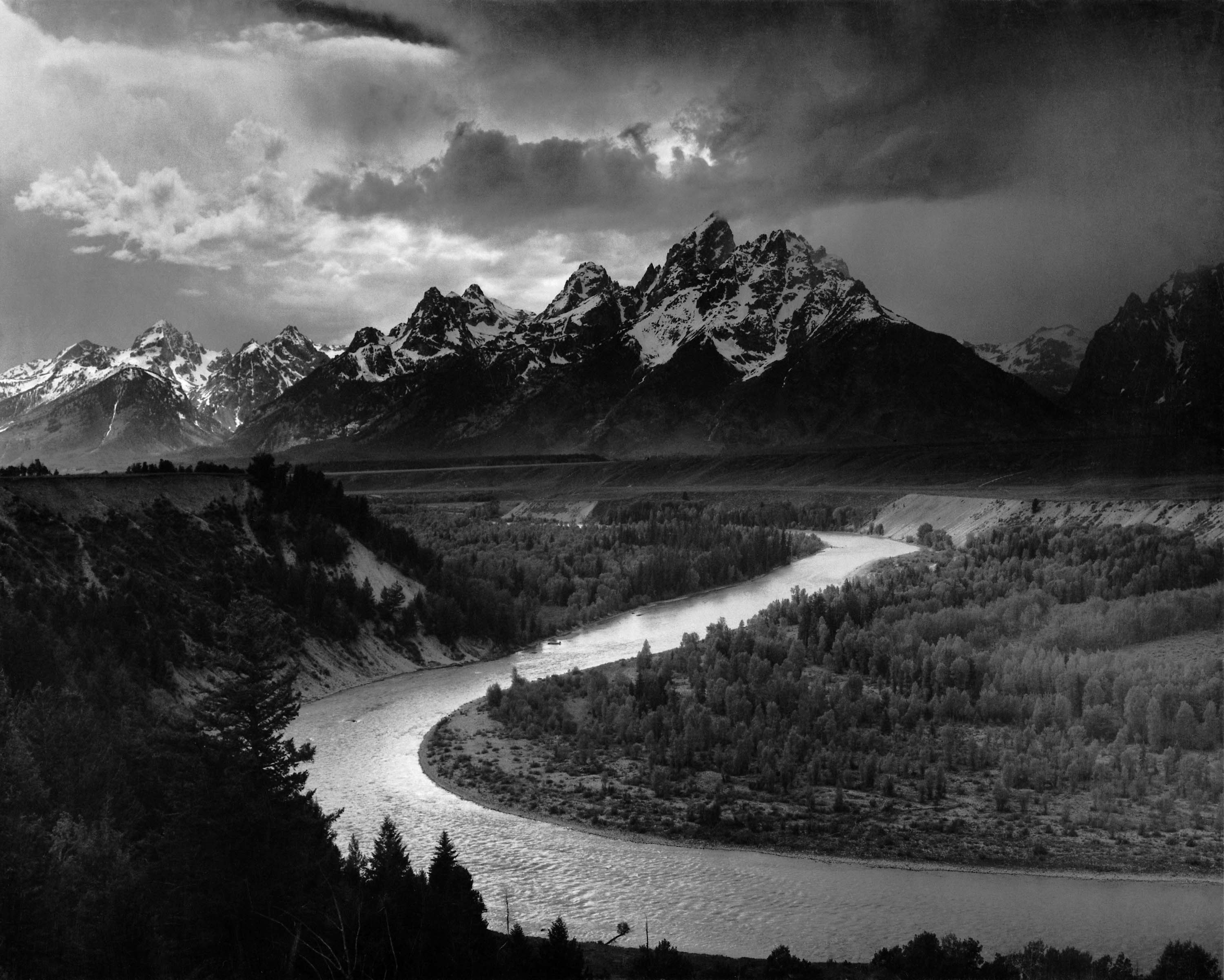
Ansel Adams: Tetonské hory a Hadí řeka; Ansel Adams získal cenu v roce 1981

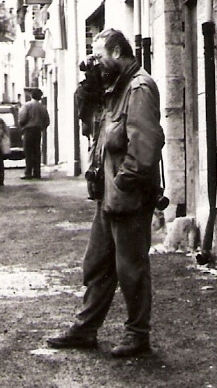
Josef Koudelka byl oceněn v roce 1992

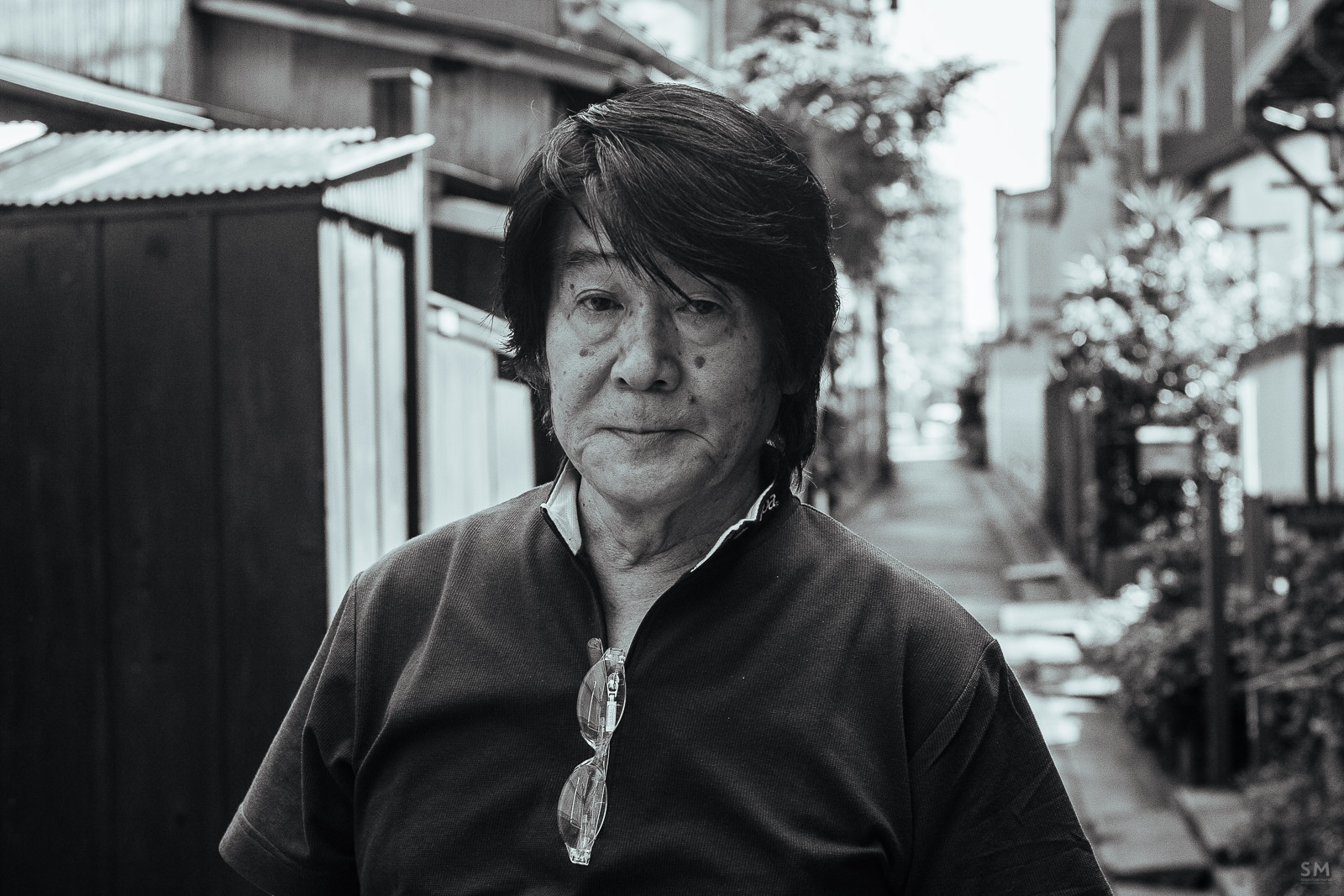
Daidó Morijama, získal cenu v roce 2019

The Hasselblad Foundation International Award in Photography (Ocenění Hasselblad, Cena Hassleblad, Fotografická cena nadace Erna a Victora Hasselblad) je ocenění udělované od roku 1980 „fotografovi za významné činy“. O Ceně Hassleblad se mluví jako o fotografické „Nobelově ceně“.

## Popis
Ocenění – a také nadace – byly zřízeny z pozůstalosti Erny a Victora Hasselbladových v roce 1980. Victor Hasselblad byl vynálezce kamerového systému Hasselblad. Cena zahrnuje finanční odměnu ve výši 1 000 000 SEK, zlatou medaili, diplom a výstavu v centru Hasselblad v muzeu umění ve švédském Göteborgu. Cena až do roku 2009 sestávala z 500 000 SEK, ale v roce 2010 byla u příležitosti 30. výročí vzniku nadace rozšířena na jeden milion švédských korun.

## Seznam vítězů
Cena se uděluje od roku 1980.

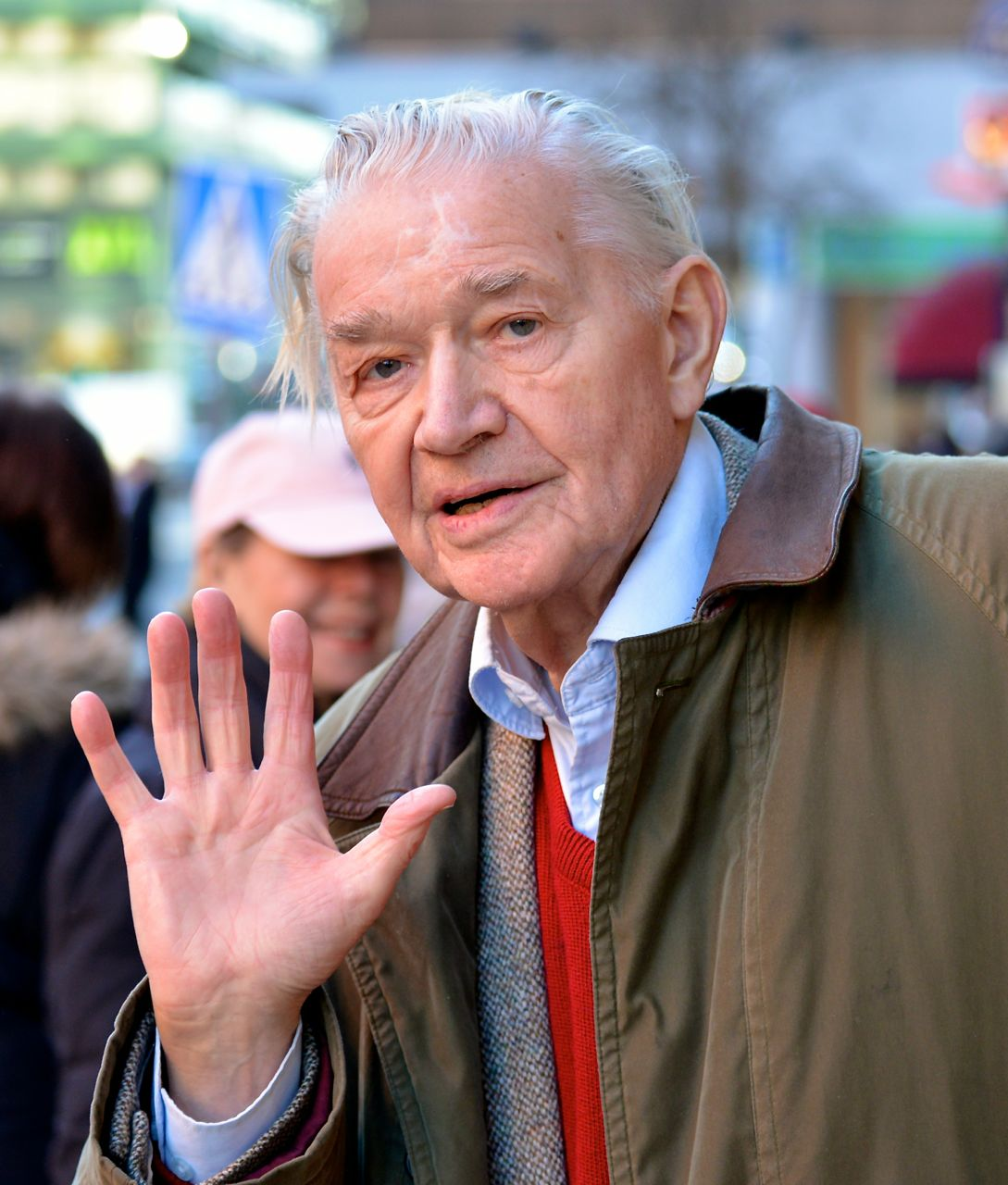
Lennart Nilsson, první laureát ceny

- 1980  Lennart Nilsson, Švédsko[3]
- 1981  Ansel Adams, Spojené státy americké[4]
- 1982  Henri Cartier-Bresson, Francie[5]
- 1983 – cena neudělena
- 1984  Manuel Alvarez Bravo, Mexiko[6]
- 1985  Irving Penn, Spojené státy americké[7]
- 1986  Ernst Haas, Spojené státy americké[8]
- 1987  Hiroši Hamaja, Japonsko[9]
- 1988  Édouard Boubat, Francie[10]
- 1989  Sebastião Salgado, Brazílie[11]
- 1990  William Klein, Spojené státy americké[12]
- 1991  Richard Avedon, Spojené státy americké[13]
- 1992  Josef Koudelka, Československo[14]
- 1993  Sune Jonsson, Švédsko[15]
- 1994  Susan Meiselas, Spojené státy americké[16]
- 1995  Robert Häusser, Německo[17]
- 1996  Robert Frank, Spojené státy americké[18]
- 1997  Christer Strömholm, Švédsko[19]
- 1998  William Eggleston, Spojené státy americké[20]
- 1999  Cindy Shermanová, Spojené státy americké[21]
- 2000  Boris Mikhailov, Ukrajina[22]
- 2001  Hiroši Sugimoto, Japonsko[23]
- 2002  Jeff Wall, Kanada[24]
- 2003  Malick Sidibé, Mali[25]
- 2004  Bernd a Hilla Becherovi, Německo[26][27]
- 2005  Lee Friedlander, Spojené státy americké[28]
- 2006  David Goldblatt, Jihoafrická republika[29]
- 2007  Nan Goldinová, Spojené státy americké[30]
- 2008  Graciela Iturbide, Mexiko[31]
- 2009  Robert Adams, Spojené státy americké[32]
- 2010  Sophie Calle, Francie[33]
- 2011  Walid Raad, Libanon[34][35]
- 2012  Paul Graham, Spojené království[36][37]
- 2013  Joan Fontcuberta, Španělsko[38]
- 2014  Mijako Išiuči, Japonsko[39][40]
- 2015  Wolfgang Tillmans, Německo[41]
- 2016  Stan Douglas, Kanada[42]
- 2017  Rineke Dijkstra, Nizozemsko[43][44]
- 2018  Oscar Muñoz, Kolumbie[45]
- 2019 – Daidó Morijama, Japonsko[46][47][48]
- 2020 – Alfredo Jaar[49]
- 2021 – cena neudělena
- 2022 – Dayanita Singh[50]
- 2023 – Carrie Mae Weemsová[51][52]
- 2024 – Ingrid Pollardová[53]
- 2025 – Sophie Ristelhueberová[54][55]